# Tha Eastsidaz
Tha Eastsidaz (первоначально названные как Eastsiders (рус. Восточные Перцы)) — бывшая хип-хоп группа, которая объединяла таких исполнителей как LBC Crew со Snoop Dogg, Lil' C-Style и Techniec. Их первое появление было на альбоме Tommy Boy Records' The Ride: Music from Dimension вместе с Crooked Eye Q, в треке «Feels So Good», который спродюсировал Battlecat в 1998 году. Возможно из-за вступления группы в лейбл Snoop, название группы стало текущим. Несмотря на распад группы, оба участника бывшей группы, кроме Snoop, ещё имеют контракты с лейбом Death Row Records.

## История

### Появление (1999—2003)
Потребовались ещё два года для возрождения группы, и в 2000 году они сформировались снова, как полноценная группа, в составе из Snoop Dogg, Tray Deee, и Goldie Loc. После подписания группы к лейблу Snoop’а: Doggystyle Records, дистрибъютором которого был TVT, выпустили дебютный альбом: Snoop Dogg Presents Tha Eastsidaz; который вскоре получил статус «Платина». Группа также появлялась на сингле Snoop Dogg: Lay Low, с его альбома Tha Last Meal. Вскоре, в следующем году группа выпустила второй студийный альбом, под названием Duces 'n Trayz: The Old Fashioned Way. Альбом получил статус «Золото».

### Распад (2003—2014)
Вскоре группа распалась, когда Snoop уехал, делая свой следующий альбом и Tray Deee, когда его приговорили к 12 годам тюремного заключения за покушение на убийство. Однако, в 2005 году Goldie Loc и Snoop Dogg воссоединились, чтобы сформировать группу Tha Eastsidaz заново; выпустив новый совместный альбом с IV Life Family. Goldie Loc также пригласил Warzone с MC Eiht и Kam. Но с тех пор новой музыки группа так и не выпустила.
Группа также снялась в двух фильмах. Они снялись в фильме 2001 года выпуска Baby Boy, и в их одноименном фильме Tha Eastsidaz, который имел успех в розничной продаже несмотря на низкобюджетное производство фильма, таким образом был удостоен двойной платины.

### Воссоединение (2014-по настоящее время)
3 апреля 2014 года, Tray Deee был освобожден из Калифорнийской мужской колонии, где он был заключен в тюрьму с 2005 по обвинению в убийстве. 18 и 19 апреля, Tray Deee и Goldie Loc воссоединились как Tha Eastsidaz, чтобы выступить на «Krush Groove 2014» в Save Mart Center в городе Фресно, штат Калифорния и Форум в Инглвуде.

## Дискография

### Студийные альбомы
| Название                              | Детали альбома | Позиции в чартах | Позиции в чартах | Сертификация    |
| Название                              | Детали альбома | US               | US R&B           | Сертификация    |
| ------------------------------------- | --- | ---------------- | ---------------- | --------------- |
| Tha Eastsidaz                         | - Дата выпуска: 1 февраля 2000 - Лейбл: Doggystyle Records / TVT Records - Формат: компакт-диск, кассета, цифровая дистрибуция, грампластинка | 8                | 5                | - RIAA: Платина |
| Duces ’n Trayz: The Old Fashioned Way | - Дата выпуска: 31 июля 2001 - Лейбл: Doggystyle Records / TVT Records - Формат: компакт-диск, кассета, цифровая дистрибуция, грампластинка   | 4                | 2                | - RIAA: Золото  |

### Микстейпы
| Название                | Детали альбома                                                           | Позиции в чартах | Позиции в чартах | Сертификация |
| Название                | Детали альбома                                                           | US               | US R&B           | Сертификация |
| ----------------------- | ------------------------------------------------------------------------ | ---------------- | ---------------- | ------------ |
| That's My Work Volume 4 | - Дата выпуска: 2014 - Лейбл: Независимый - Формат: Цифровая дистрибуция | —                | —                | - RIAA: —    |

### Синглы
| Гол  | Сингл      | Позиции в чартах | Позиции в чартах | Позиции в чартах | Альбом         |
| Гол  | Сингл      | U.S. Hot 100     | U.S. R&B         | U.S. Rap         | Альбом         |
| ---- | ---------- | ---------------- | ---------------- | ---------------- | -------------- |
| 2000 | «G'd Up»   | 47               | 19               | 2                | Tha Eastsidaz  |
| 2000 | «Got Beef» | 99               | 55               | 38               | Tha Eastsidaz  |
| 2001 | «I Luv It» | —                | 57               | —                | Duces ’n Trayz |

## Фильмография
- 2001: Baby Boy
- 2005: Tha Eastsidaz[3]

## Номинации
- Won at the 2000 Source Awards : New Artist of the Year, Group.